# João da Silva (escultor)
João da Silva OSE (Lisboa, 1 de dezembro de 1880 – Lisboa, 6 de março de 1960) foi um escultor, medalhista e joalheiro português. Ele é sobretudo conhecido por ser um medalhista inovador e de elevadíssimo nível técnico e artístico.
João da Silva deixou também legado pedagógico, da sua atividade enquanto professor e como teórico do ensino técnico e das artes em geral, com diversos artigos publicados. No campo da ourivesaria, onde também foi reconhecido, João da Silva inseriu-se na estética da Arte Nova, para depois vir a adoptar uma expressão mais próxima da Art Déco. Na Escultura, João da Silva salientou-se pela escultura animalista, de pequena dimensão: os cavalos e os campinos, os burros, os patinhos, os cabritos, os corços, os galos e pintos, os galgos, os gatos, entre outros. Alguns exemplares foram editados em porcelana pela Fábrica alemã Rosenthal e pela Fábrica Vista Alegre. Também se notabilizou pela ligação à moda de alta costura, por ter executado, nos anos 20 do Século XX, estatuetas rigorosas dos modelos da casa parisiense Madeleine et Madeleine. A sua vertente na Arte Religiosa também exerceu influência, enquanto autor de imagens de Cristo (crucificado, escapulário), de Nossa Senhora (Lourdes, Fátima, Conceição), em vulto ou em medalha. Também os retratos são uma vertente importante, como o retrato do pianista Viana da Mota, do escritor e médico Júlio Dinis ou do poeta Augusto Gil.
Na medalhística João da Silva tornou-se bem conhecido através das moedas de escudo, familiares a toda uma geração, com o seu anverso de uma nau, de 10$00, 5$00 e 2$50, emitidas em Portugal entre 1932 e 1951, entre muitas moedas e medalhas comemorativas que executou. 

## Biografia
João da Silva nasceu em Lisboa, em 1 de dezembro de 1880. Logo aos 12 anos começou a trabalhar na Ourivesaria Leitão ao mesmo tempo que frequentou, desde 1893, a Escola Preparatória Rodrigues Sampaio — que depois se transforma na Escola Industrial Príncipe Real em 1895. Aqui é aluno de Giovani Baptista Christoffanetti (1860–1947), Enrique Casanova (1850–1913) e Alfredo Roque Gameiro (1864–1935).
A partir dos 17 anos frequenta também a Escola Industrial Afonso Domingues, aproveitando assim as aulas do mestre austríaco Josef Füller (1861–1927).
Com as suas economias, em 1900, viaja para visitar a 2.ª Exposição Universal de Paris, começando nessa ocasião a trabalhar nesta cidade na Maison Fleuret, com Eugène Baptiste Doumenc (1873–1943).
Obtém, depois da viagem a Paris, uma bolsa de 3 anos do Ministério das Obras públicas, concedida por António Arroio, para a sua formação em ourivesaria na Suíça: frequenta, na École des Arts Industrielles Decoratifs, em Genebra, o curso de 'Ciselure, Modelage et Execution (Figure).' Em Genebra, após o exame de aptidão, é colocado no 4.º ano do curso de 5 anos de duração. É aluno de Barthélémy Caniez (1854–1910), de Jean-Joseph Jerdelet (1841–1911) e Armand Cacheux (1868–1965).

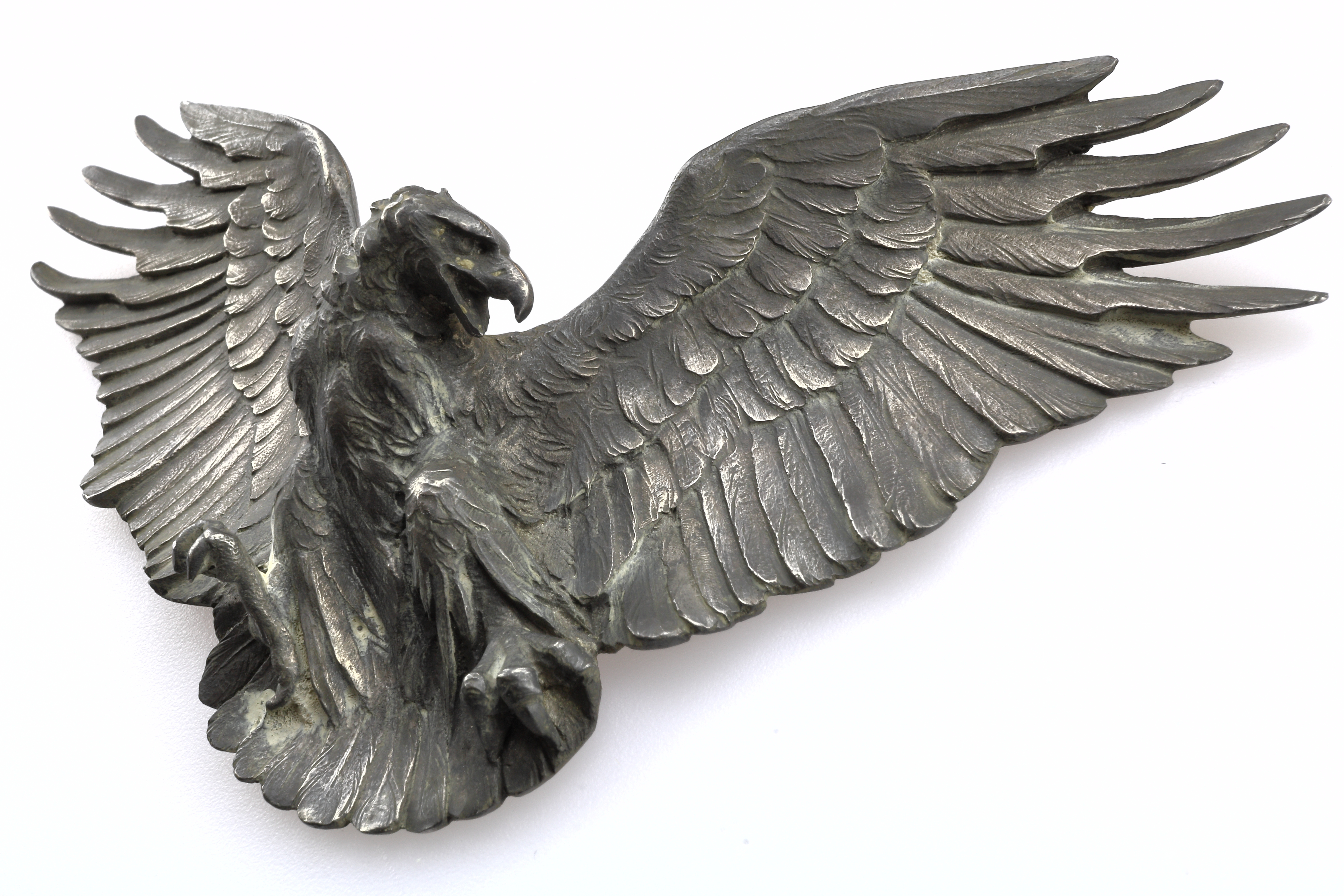
João da Silva (1880–1960): Águia. Prata 5,5 x 9,86 cm. Casa Museu João da Silva / SNBA.

Findo o curso em Genebra solicita ao Ministério das Obras Públicas o aproveitamento dos dois anos remanescentes da sua bolsa de estudos e parte, em 1904, para Paris, onde se inscreve na École des Beaux-Arts. No curso de Gravure en Medailles é aluno de Jules-Clément Chaplain (1839–1909).
De regresso a Portugal, entre 1909 a 1914, é Professor na Escola Industrial Marquês de Pombal como Mestre de Ourivesaria, Joalharia e Gravura de Medalhas. São deste período algumas das mais significativas criações de João da Silva no campo da joalharia, como é exemplo o tinteiro de honra oferecido a Afonso Costa, a cruz dos evangelhos em estilo renascença em prata e ouro, e o colar com motivo de cigarra de Ema Romero Câmara Reis, ou o Pendentif Perseu e Andrómeda, à mulher de Afonso Costa.

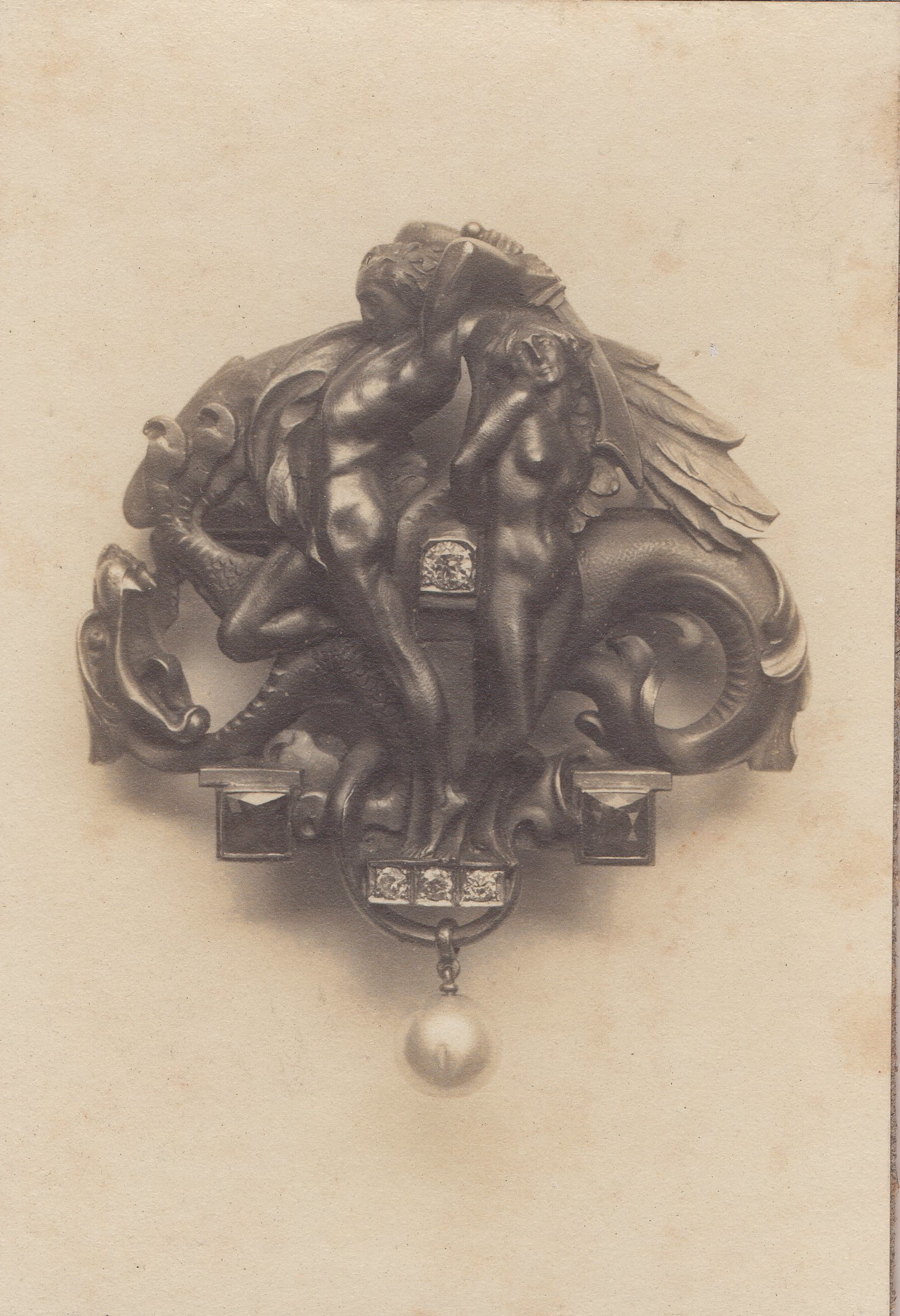
João da Silva (1880–1960): Pendentiff Perseus & Andromeda, 1915 (oferecido por Afonso Costa à sua mulher).

A partir de 1914 regressa a Paris onde irá conservar atelier até ao fim da vida. Neste atelier acolherá o jovem pintor Abel Manta (1888–1982) de 1919 a 1925. Neste período começa a elaborar os seus primeiros monumentos, como "O Triunfo da Diplomacia (à memória do Barão de Rio Branco)," de 1917 (com amplos estudos da anatomia do cavalo) e o Monumento às Crianças Mortas na Grande Guerra, em Pouliguen, no norte de França.
Em Paris, a partir de 1919, executa os retratos em estatueta dos modelos da casa de alta costura Madeleine et Madeleine, assim como elabora a medalha portuguesa da vitória interaliada da Grande Guerra. Também executa o retrato em miniatura da primeira Miss França, Agnès Sauret (1925), entre outros retratos (Jack Cazol, a família de Germaine de Souza, Mme Renard, Mme Martinet, Lucie).  
No começo da década de 20 João da Silva recentra o seu interesse em torno do animalismo e da procura dos tipos portugueses. Inicia a série de miniaturas com o tema "cabritos." São desta época duas das suas obras maiores, os dois campinos a cavalo. Ao primeiro Campino a Cavalo (o jovem "Charuto", de 1921), segue-se o velho campino parado (o "Galamas," em 1923), a que se junta depois o Campino com o cajado, "o Chícharo" de Povos. Os campinos são executados a partir das visitas à Quinta de Pancas do seu amigo e colecionador José Pereira Palha Blanco (1854–1937).

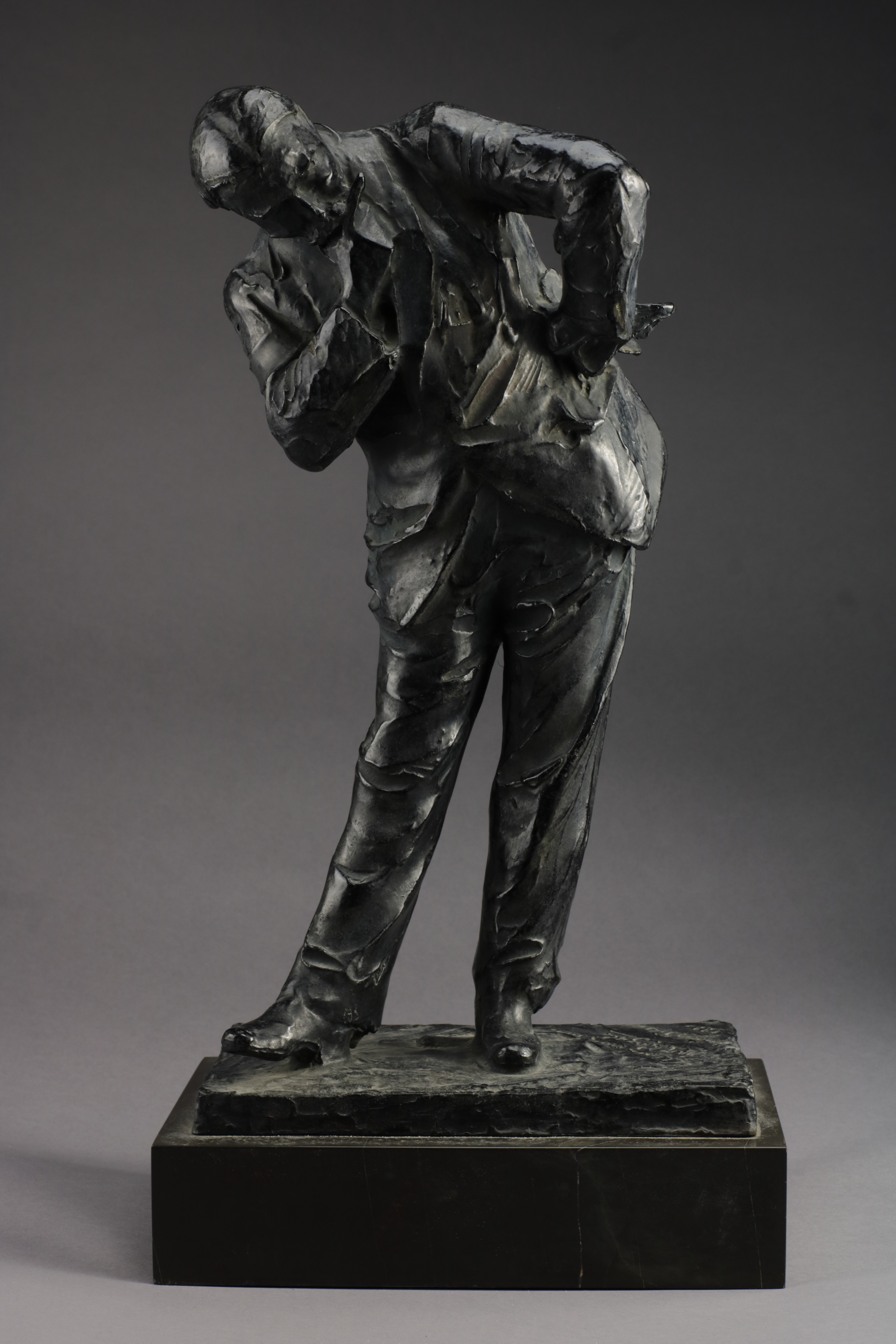
João da Silva (1880–1960): Retrato do cantor francês Jack Cazol (1874–1935), 1920. Casa Museu João da Silva / SNBA.

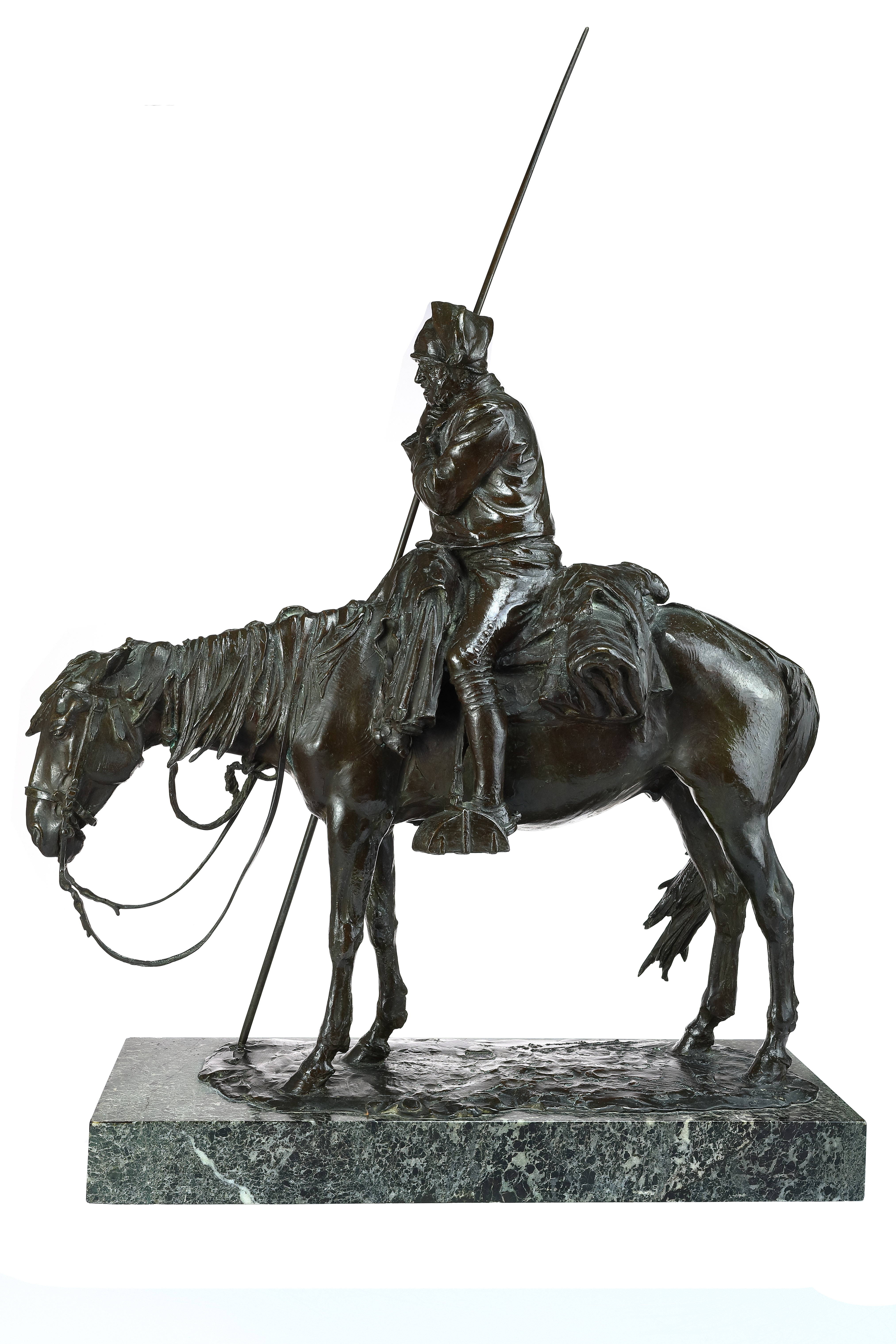
João da Silva (1880–1960): Campino, 1923. 55 x 53 cm. Casa dos Patudos, Alpiarça, Portugal.

Complementando os Campinos a Cavalo, executa, entre visitas ao Ribatejo e ao Alentejo, na década de 20, pequenas esculturas das figuras locais (vários pastores, o rapaz montado no burro, rapaz a puxar o burro, o anão, os dois ribatejanos a comer migas).
Em 1923 apresenta Ephyre, a ninfa da Ilha dos Amores, de os Lusíadas, no Salão da SNBA.
A partir de c. de 1925 João da Silva aprofunda ainda mais a sua produção como medalhista: Camilo Castelo Branco, Rainha Santa, Centenário da Faculdade Medicina do Porto, por exemplo, todos em 1925. A medalhística é uma vertente cada vez mais significativa na sua obra. 
Os retratos em miniatura e os bustos de João da Silva logram uma muito subtil tradução da mímica pessoal, da identidade, e um ímpar virtuosismo na sugestão de gestos, tecidos, texturas e seus reflexos. Também de 1925 o retrato da pequena Arlete Leite é de inovador valor expressivo na sua execução plástica, ao incluir no modelo uma boneca de trapos aos pés da pequena.

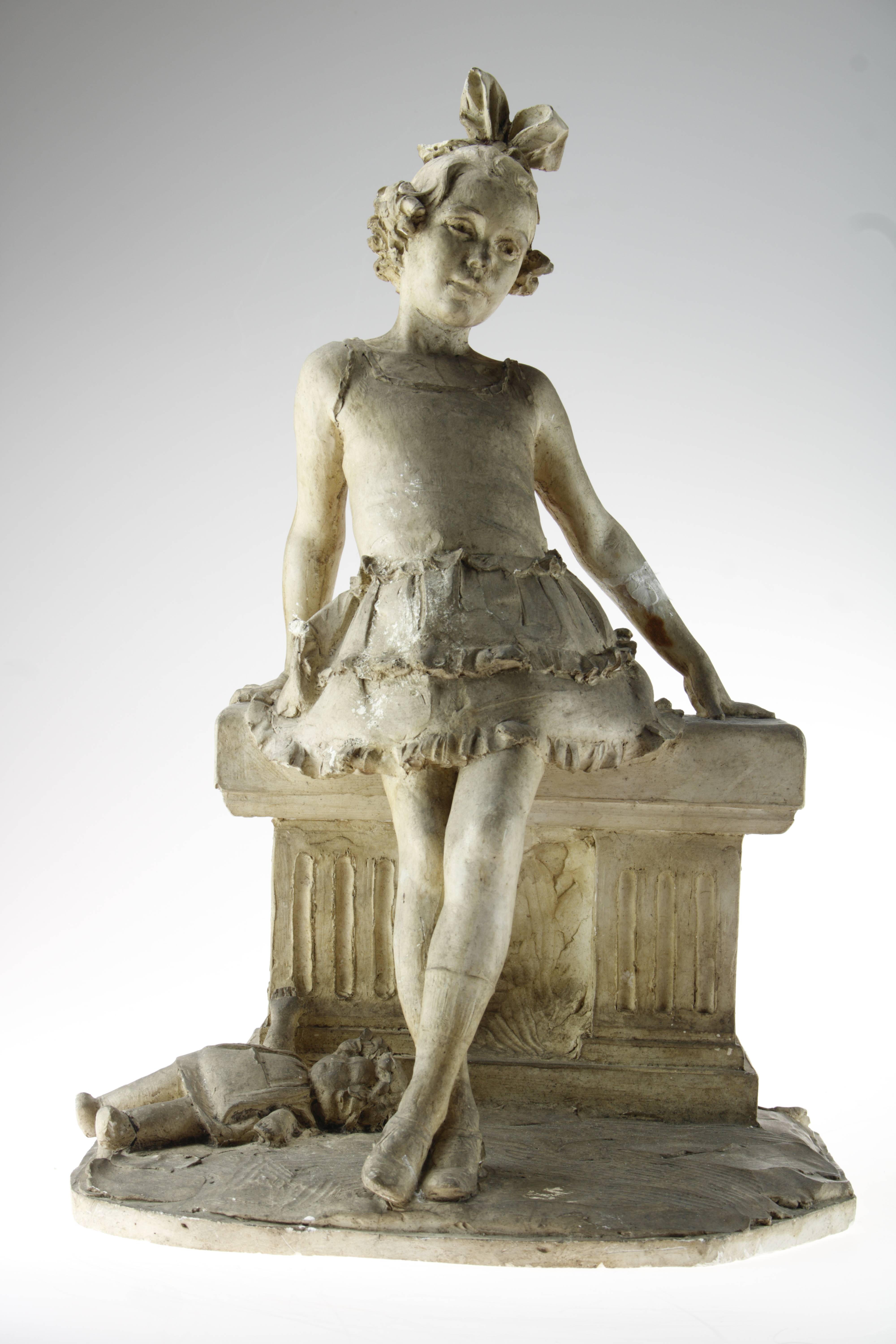
João da Silva (1880–1960). Retrato de Arlete Leite Pinto, gesso, 1925, 46 x 27 x 31 cm. Casa Museu João da Silva / SNBA.

Em 1926 executa o monumento a Júlio Dinis (para o Largo Abel Salazar, Porto), assim como a medalha com o mesmo tema.
Ainda na temática dos animais, em 1927 destaca-se a série dos 9 pequenos patinhos, ou "patos marrecos," que serão reproduzidos em bronze na casa Valsuani, em Paris, e também em séries de porcelana numeradas e assinadas, pela fábrica alemã Rosenthal. São peças de muito reduzida escala, que convidam a uma aproximação íntima sintetizando momentos e atitudes que acentuam a sua vertente como escultor animalista.
Em 1926 João da Silva está em Paris e acompanha Afonso Costa no seu exílio, sendo próximo do círculo ilustrado de republicanos, com António Sérgio, Jaime Cortesão, Bernardino Machado, Álvaro de Castro, José Domingos Santos, que aí integram a Liga de Defesa da República.
Em 1931 ganha o concurso para as novas moedas de 10$00, 5$00 e 2$50 escudos, com o tema "Pátria de Navegadores" com a nau quinhentista, além de executar as medalhas do 1.º Congresso Nacional de Engenharia, do III Jubileu do duque de Lafões (Academia de Ciências) e do VII centenário de Santo António.
De Paris regressa a Portugal em 1932, construindo o seu novo atelier com projeto francês, na atual R. Tenente Raul Cascais, onde inaugura logo nesse ano uma exposição individual, com texto de apresentação no catálogo de Reynaldo dos Santos. 
Acabado de chegar ao país, não tardará a ser preso político, em outubro de 1933, e depois de novo em 1949.
Executa neste período, anos 30, o baixo relevo para as Termas do Luso — a imagem designada "Pureza" que permanecerá como imagem de marca destas águas. Também é deste período o monumento a Augusto Gil, na Guarda. Executa o conjunto escultórico do altar da Virgem da Ajuda para a Capela da Nossa Senhora do Resgate, no Instituto do Conde de Agrolongo, em Lisboa, assim como outros monumentos aos mortos da Grande Guerra (Évora, Valença), assim como um importante número de retratos em busto e em plaqueta.
Participa nas primeiras cinco e na oitava das Exposições Gerais de Artes Plásticas, grandes exposições de inspiração democrática, sem Júri, interdisciplinares, promovidas pelos jovens membros do MUD e afiliados na SNBA.  

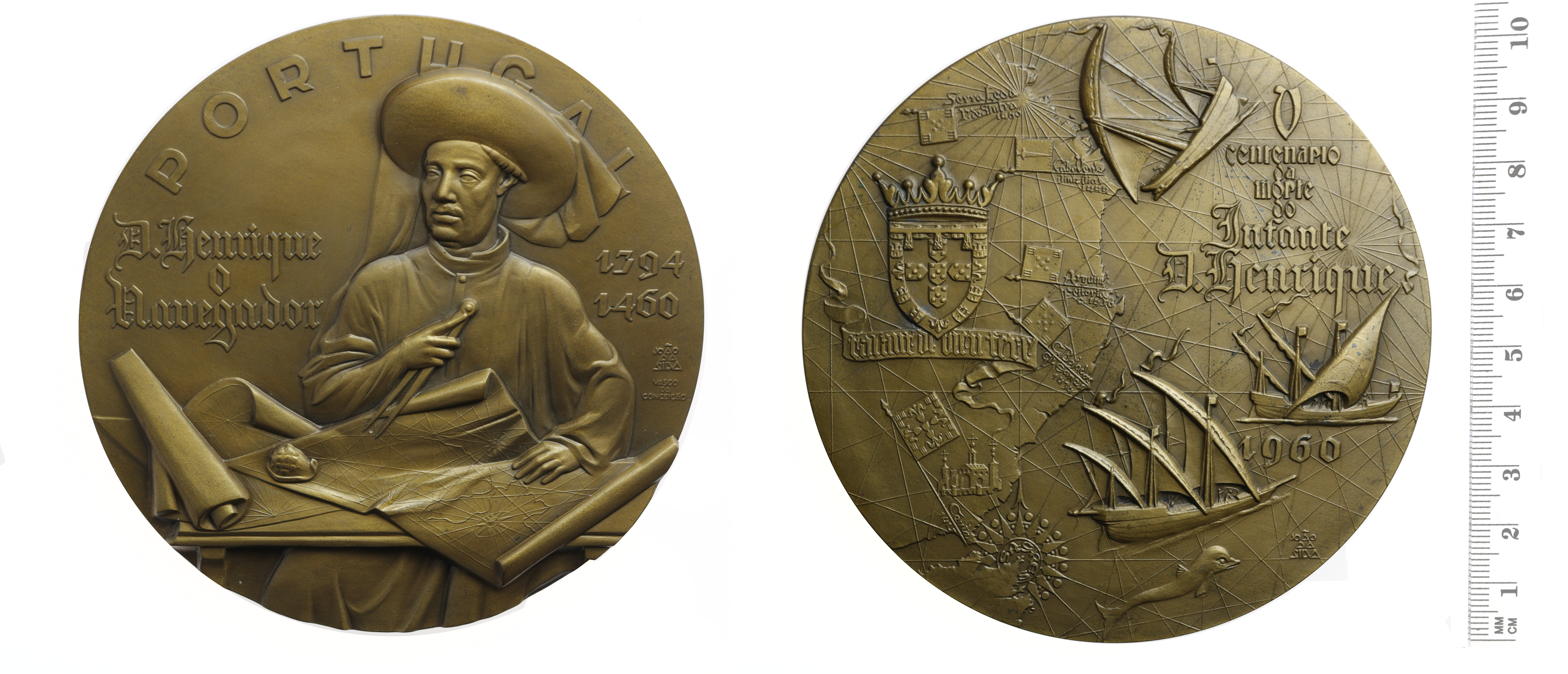
João da Silva (1880–1960), medalha para o V centenário do Infante Dom Henrique, Portugal, 1960. 10 cm. Póstumo, com Vasco da Conceição. Casa Museu João da Silva / SNBA.

Após uma vida de trabalho muito intensa, a saúde começa a declinar a partir de 1955, obrigando o escultor a recusar alguns trabalhos e medalhas. Falece a 6 de março de 1960, deixando quase completa a medalha do V Centenário do Infante Dom Henrique (concluída postumamente, com a palavra "Portugal" entre outros detalhes, por Vasco Pereira da Conceição).

## Vida pessoal
Primeiro casamento com Alda D'Avellar, 9 novembro 1901. Viúvo em 1906. Pai de Anne-Marie da Silva (1902–c.1904).
Da sua nova ligação com Maria de Jesus Ribeiro nasce em 1909 Gabriela Silva (1909–2003) e em 1911 nasce Ruy Ribeiro da Silva (1911–1965).
Casa a 10 de agosto de 1926 com Maria do Pilar Sérgio de Sousa (pianista e irmã de António Sérgio).

## Prémios
- 1905: Primeiro prémio do Atelier de Gravure en Medailles da École de Beaux-Arts, Paris;
- 1905: Terceira medalha de Escultura da V Exposição anual da Sociedade Nacional de Belas Artes (SNBA);
- 1905: Admitido no Salon, em Paris, com seis retratos;
- 1906: De novo o Primeiro Prémio do Atelier de Gravure en Medailles da École de Beaux-Arts, Paris;
- 1908: No Salon de Paris, menção honrosa para a sua peça final do curso da Escola de Belas Artes, 'Les Funeráilles d'Atala,' inspirada em Chateaubriand;
- 1908: Medalha de Ouro, ex-aequo com Renée Lalique, na Exposição Comemorativa da Abertura dos Portos ao Comércio Internacional, no Brasil;
- 1913: Primeira medalha no Salão da SNBA, secção de Arte Aplicada;
- 1913: Ganha o concurso para modelar a moeda de ouro de 10 escudos da República Portuguesa (não emitida);
- 1917: Medalha de 2.ª classe no 14.º Exposição no Salão da SNBA, com o monumental conjunto escultórico "Triunfo da Diplomacia";
- 1928: 1.º lugar no concurso para as medalhas de promoção a Portugal na Feira de Sevilha;
- 1929: Medalha de ouro da exposição de Sevilha, pela sua "Fonte da Juventude," encimada por um dos seus cabritos, e instalada no claustro do Pavilhão Português;
- 1931: ganha o concurso para as novas moedas de 10$00, 5$00 e 2$50 escudos, com o tema "Pátria de Navegadores" com a nau quinhentista. São emitidas de 1932 a 1955;
- 1932: Grande prémio de Honra da Exposição Industrial Portuguesa;
- 1933: Académico, vogal efetivo da Academia Nacional de Belas Artes (proposto por José de Figueiredo);
- 1933: Grau de Oficial da Ordem Militar de Sant'Iago da Espada pela Presidência da República;
- 1948: Prémio Soares dos Reis, do Secretariado Nacional de Informação (SNI), por peça no Salão de Outono de 1948 na SNBA. Declina este prémio;
- 1951: Prémio Especial na II Exposición Nacional de Numismática e Internacional de Medallas, em Madrid;
- 1952: Prémio Soares dos Reis, pelo SNI pelo bronze "Cabrito";
- 1956: Sócio Benemérito da Liga dos Combatentes da Grande Guerra.

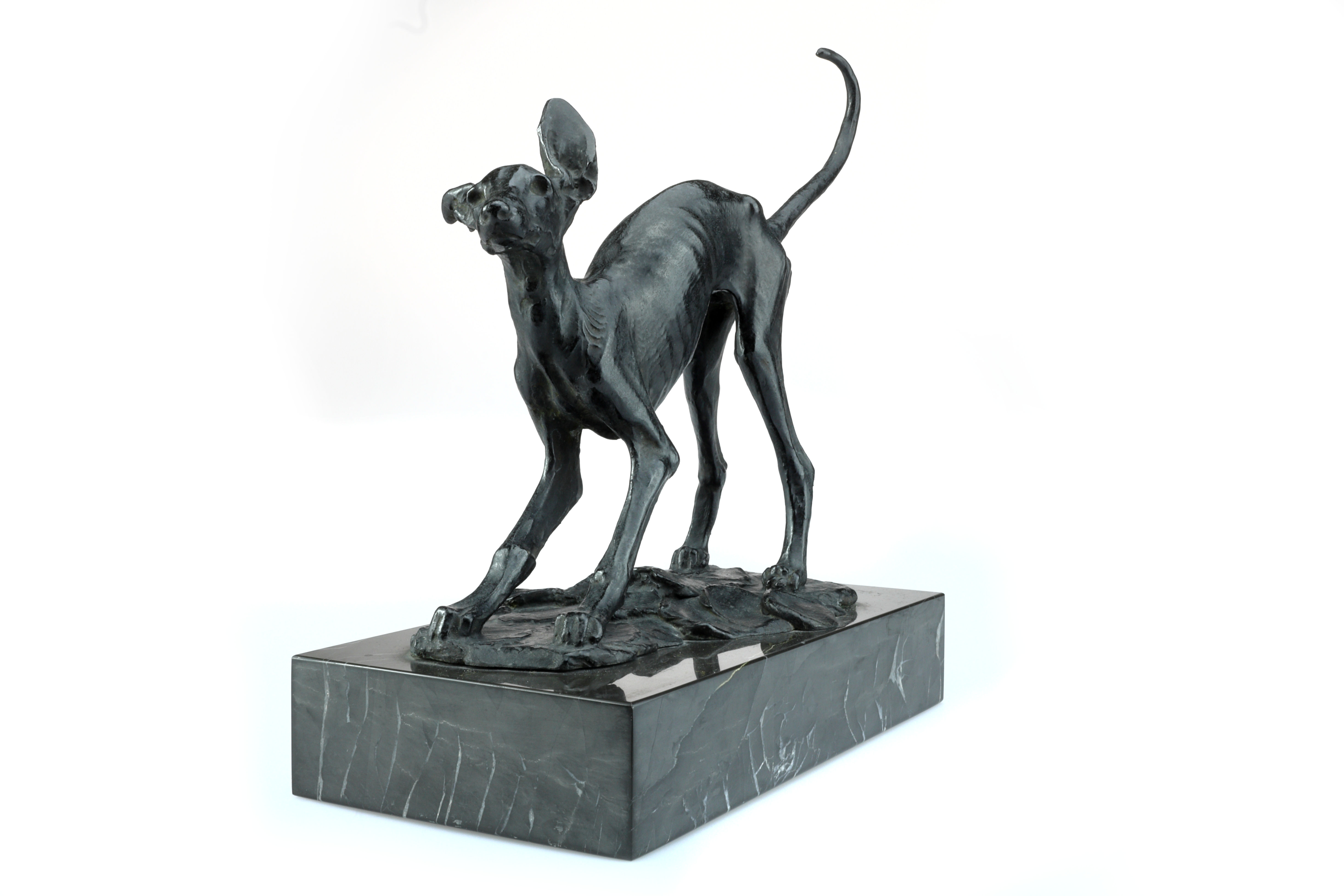
João da Silva (1880–1960): Galgo afegão. Bronze, 1941, 27,1 x 10,2 x 20 cm. Casa Museu João da Silva / SNBA.

## Pedagogo
Entre conferências na Universidade Livre (1930), e entrevistas em revistas, João da Silva defendeu ativamente a renovação do Ensino Artístico e Técnico em Portugal. Publicou em 1930 três ensaios na Revista "Seara Nova" (N.os 199, 205 a 207 e 228). Integrou também em 1931 o Serviço de Educação Artística, no painel da Comissão de Educação Artística presidido por Júlio Dantas e cuja secção de Artes Plásticas e artes Decorativas era composta por José Marques da Silva, Raul Lino, Adriano de Sousa Lopes, João da Silva e José Veloso Salgado, para a atribuição de bolsas no exterior. Recusará em 1943 integrar, de novo, esta comissão.
Depois de ter estado preso político, em 1933, usa o pseudónimo "João da Nova" para mais dois artigos na revista "Seara Nova," sobre os concursos para professor de pintura da Escola de Belas Artes (N.º 415 e 420). Ensaia páginas de crítica de arte na revista "Seara Nova," em 1936, a que não dará continuidade, assim como outros artigos na revista "Olissipo."
Entre a sua produção teórica destaca-se o opúsculo publicado em 1941, nos cadernos Seara Nova, "O cânon das estátuas equestres: considerações históricas sobre as mesmas e as obras de alguns grandes mestres," propondo uma reinterpretação plástica da representação nas estátuas equestres, estátuas então percebidas como sendo uma lacuna em Portugal.
Deixou inéditos no seu espólio alguns manuscritos sobre teoria estética, escultura, e sobre ensino técnico.

## Intervenção Política
João da Silva foi um republicano convicto, envolvendo-se ativamente nas barricadas nos 3 dias da Revolução de 5 de outubro de 1910.
Foi preso político em outubro de 1933, seguindo para o Depósito de Presos Políticos em Angra do Heroísmo (Fortaleza de São João Baptista) sendo libertado em agosto do ano seguinte, ficando com a saúde debilitada.
Foi de novo preso político em 31 janeiro de 1945, seguindo para o Aljube, e sendo libertado a 1 de maio.
Neste ano assina as listas do MUD, novo partido democrático, assinaturas com grande publicidade nos jornais "Diário de Lisboa" (22 outubro) e "O Primeiro de Janeiro" (25 de outubro) e no "República" (10 e 11 novembro). É membro destacado no boletim de adesão ao CEJAD (Comissão de Escritores, Jornalistas e Artistas Democráticos que apoiam o MUD).
Em agosto de 1952, durante o longo encerramento da SNBA pelo Estado Novo, por razões políticas (que culminara com o incidente entre José Dias Coelho e Eduardo Malta na votação para os jurados do Salão), João da Silva e a mulher, Maria do Pilar Sérgio Silva, registam os respetivos testamentos em favor da SNBA. João da Silva lega o seu espólio, e Maria do Pilar lega a sua casa (o atelier) (com usufruto aos filhos de João da Silva). O objetivo é uma Casa Museu João da Silva "que abrisse ao público um dia por semana."

## Moedas
- Moedas de ouro, da República (não entrou em circulação);
- Moedas de prata de 10$00, 5$00 e 2$50, emitidas entre 1932 e 1955;
- Moedas de prata de 20$00 e 10$00 (1954).

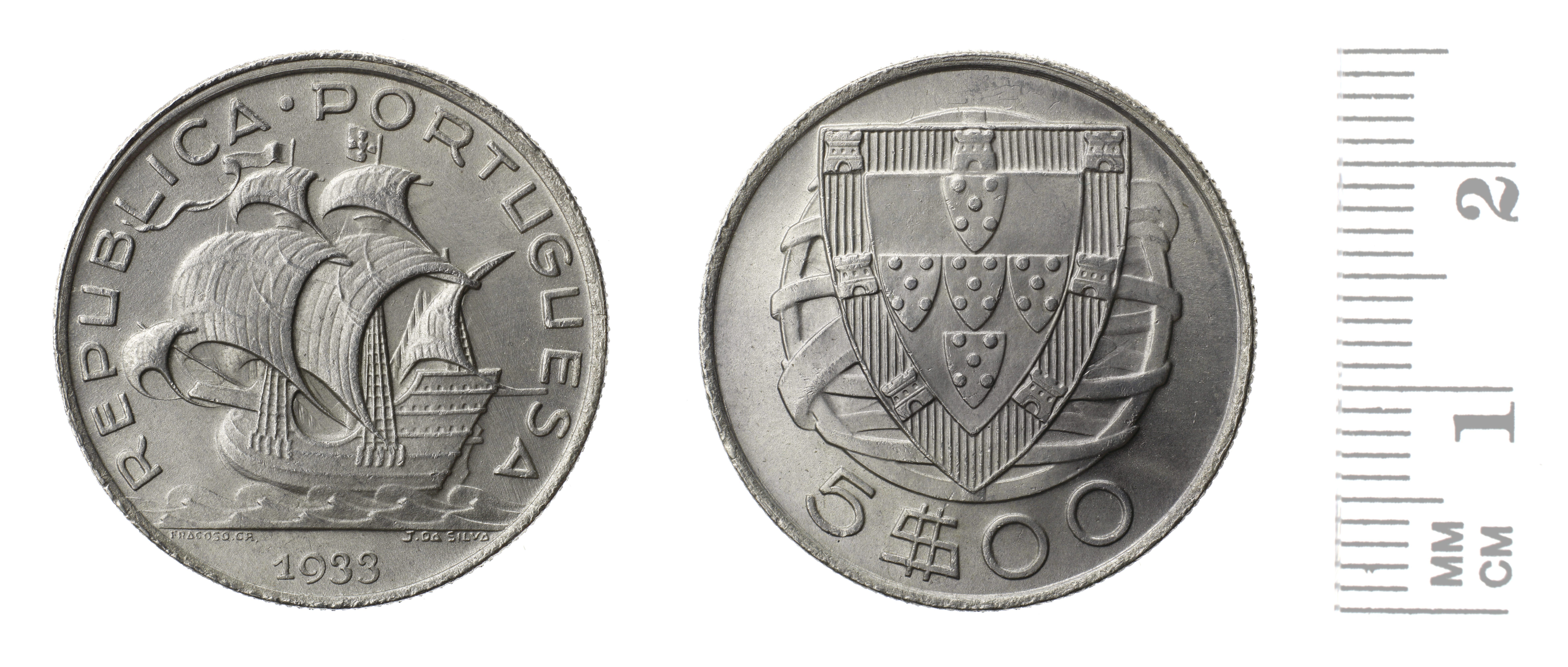
João da Silva (1880–1960): moeda portuguesa de 5 escudos, emitida de 1931 a 1951. Prata.

## Medalhas
- Associação de Socorros Mútuos dos Empregados do Comércio, 1907;
- Concurso Nacional de Tiro, 1914;
- Medalha da Vitória, 1919;
- A Marmeleira reconhecida aos combatentes, 1919;
- Centenário de Camilo Castelo Branco, 1924;
- Centenário da Faculdade Medicina da Universidade do Porto, 1925;
- Júlio Dinis, 1926;
- Visitai Portugal, para Exposição de Sevilha, 1928;
- 75 anos da fundação do jornal "Comércio do Porto," 1929;
- Associação Industrial Portuguesa: medalha de mérito, 1930;
- Academia das Ciências (jubileu), 1930;
- I Congresso de Engenharia, 1931;
- Centenário da Academia das Belas-Artes, 1935;
- Academia Portuguesa de História, "Fundada em 1720 ressurge em 1936", 1936;
- Rainha Santa Isabel, 1936;
- IV centenário da transferência da Universidade de Lisboa para Coimbra e selo da mesma Universidade, 1937;
- Sociedade de Geografia: Viagem do Presidente Carmona a S. Tomé e Angola, 1938;
- Companhias Reunidas Gás e Electricidade, 1938;
- Centésimo quinquagésimo aniversário da Fundação da Secretaria de Estado dos Negócios da Fazenda, 1938;
- Fundação e Restauração de Portugal (VIII e III Centenários), 1940;
- D. João IV, 1945;
- Companhia Portuguesa da Pesca, 1945;
- Conquista de Lisboa aos Mouros (VIII centenário), 1947;
- N. Senhora de Fátima, 1947;
- Galo, para Posto Central de Avicultura (não editado) 1949;
- Centenário de Silva Porto, 1950;
- 25 anos da Companhia Marconi, 1951;
- 25 anos da atividade do Banco de Angola, 1951;
- Marinha Mercante Nacional, 1951;
- Administração do Porto Lisboa, 1952;
- Inauguração da ponte Marechal Carmona, 1952;
- Inauguração do Hospital Escolar de Lisboa, 1953;
- Companhia Colonial de Navegação, 1953;
- Papa João XXI, 1953;
- Salvador Correia, III centenário da libertação de Angola, 1953–58;
- Centenário Associação Socorros Mútuos dos Empregados do Comércio e Indústria, 1954;
- IV Centenário da Fundação de S. Paulo, 1954;
- XXV anos de Estabilidade Governativa, 1955
- I centenário do Jornal do Comércio, 1956. Prata, 9 cm.
- Centenário do Jornal do Comércio, 1956
- II Congresso Marinha Mercante, 1958
- Hospital de São João, 1958
- V Centenário da morte do Infante Dom Henrique (póstumo, com Vasco da Conceição), 1960.

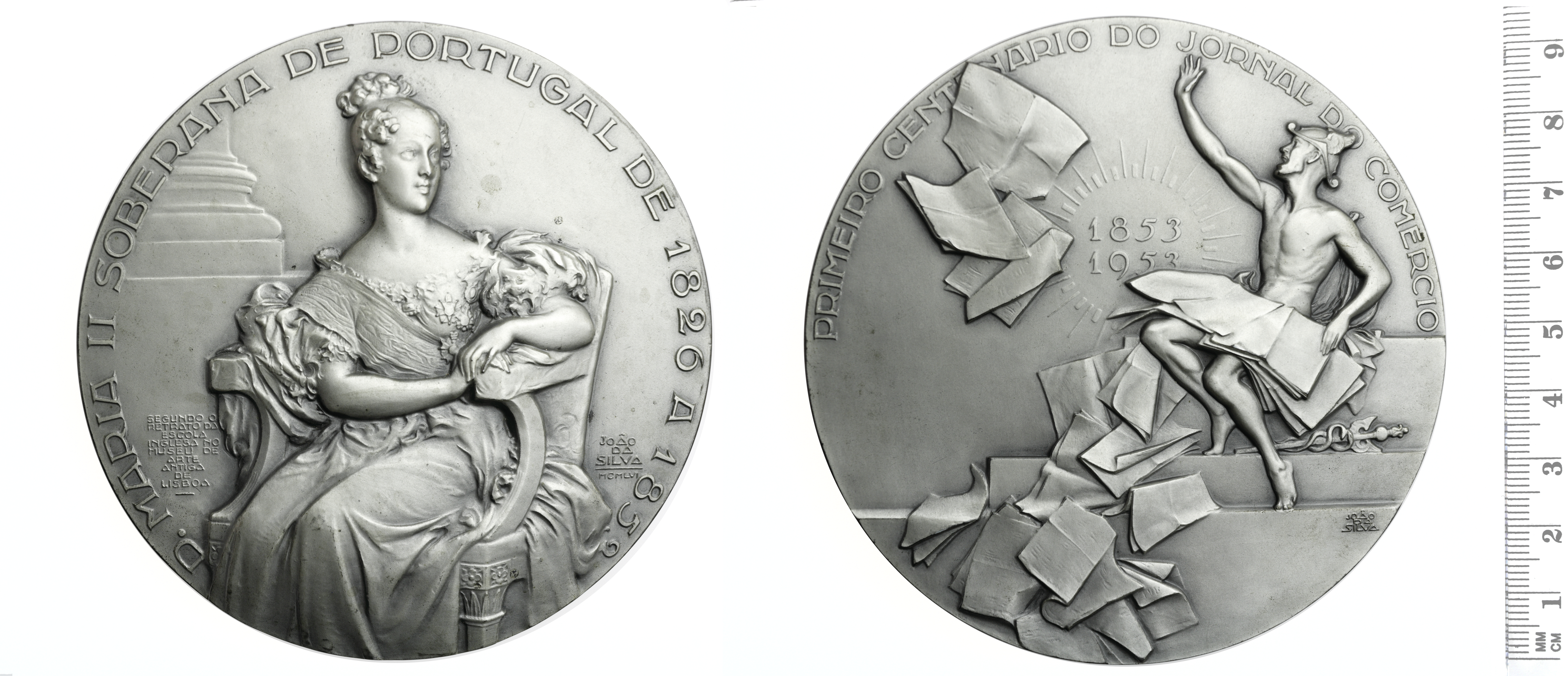
João da Silva: Medalha I Centenário do Jornal do Comércio, 1956, 9 cm. Casa Museu João da Silva / SNBA.

## Retratos em medalha ou plaqueta
- Damman, 1904;
- António Arroio, 1906;
- D. Maria José Arroio 1906;
- A. Salazar de Moscoso, 1906;
- D. Alda Salazar Moscoso 1906;
- D. Amália Saragga, 1907;
- Celestina Salgado Zenha, 1908;
- Dinnah Saragga, 1909;
- Augusto Gil, 1911;
- Mimi Cid dos Santos, 1916;
- D. Hermínia Martins, 1916;
- Mlle G. 1917;
- Pierre Ameuil, 1919;
- Dr. Estêvão Franchini, 1927;
- General Norton de Matos, 1935;
- Dr. José Gentil, 1936;
- Vianna da Motta, 1938;
- Prof. Egas Moniz, 1944;
- Dr. António Luís Gomes (Pai), 1948;

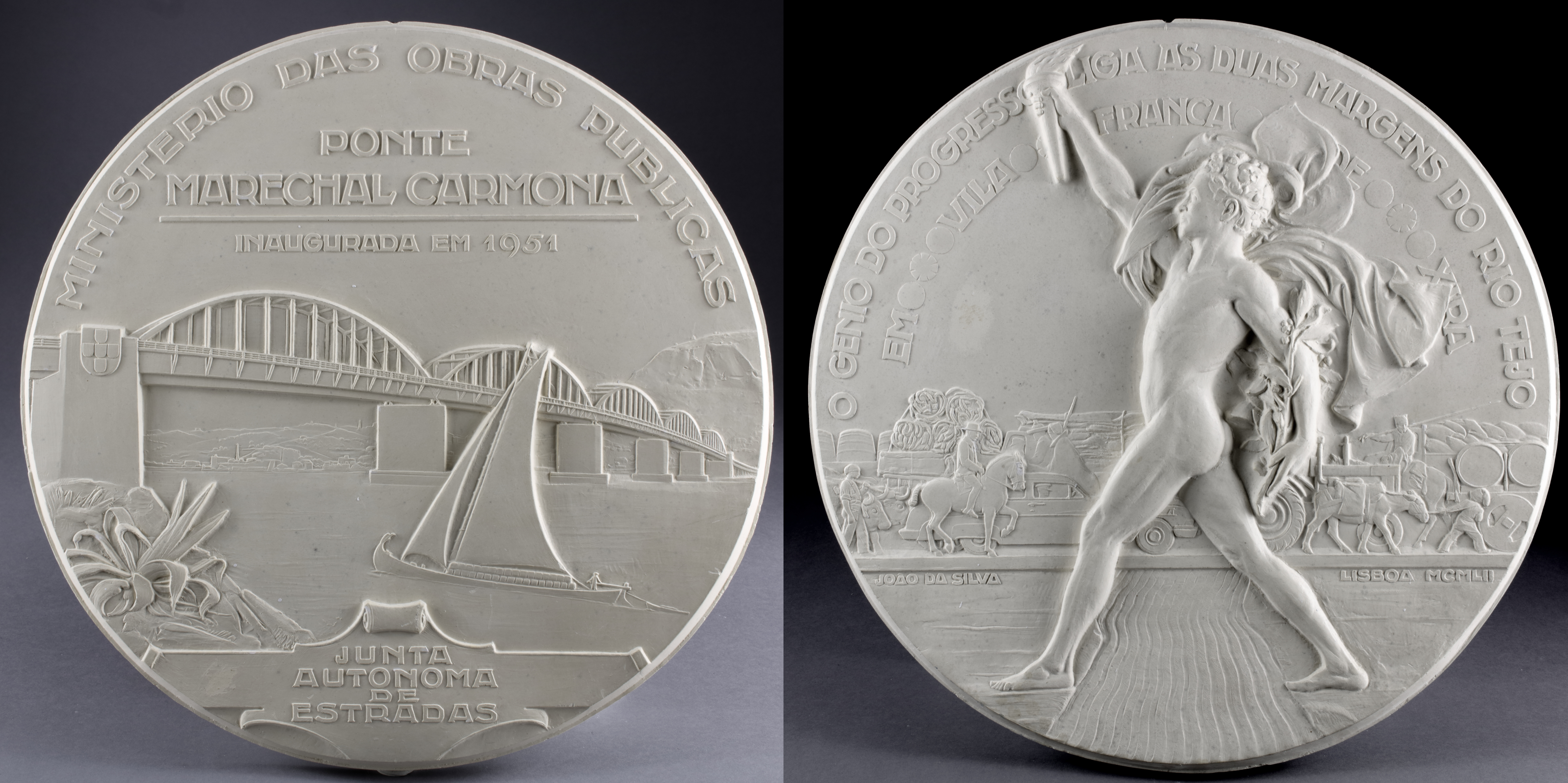
João da Silva (1880–1960): Modelos para medalha Ponte Marechal Carmona 1952. Gesso. Casa Museu João da Silva / SNBA.

- Prof. Reinaldo dos Santos, 1950;
- Martin Sain, 1952;
- Dr. Augusto Monjardino, 1940;
- Arq. Guilherme Spratley, 1939;
- José Veloso Salgado, 1943;
- Virginio Leitão, 1945;
- João Pereira da Rosa, 1948;
- Dr. Alberto Mac Bride, 1953;

## Medalhas ou plaquetas religiosas
- Virgem das Açucenas, 1913;
- N. Senhora do Pilar c. 1917;
- N. Senhora da Conceição c. 1917;
- Virgem dita do carrapito. Plaqueta de bronze, 1920;
- Santo António, 1922, medalhas editadas em 1931 (também placa porcelana Vista Alegre);
- Sagrado Coração de Jesus, 1926 (também em porcelana, Vista Alegre);
- Nossa Senhora do Pilar, ante 1926;
- Mater Dolorosa, ante 1926
- Rainha Santa, 1924 e 1946;
- Sta. Teresa Menino Jesus, 1946;
- N. Senhora Sameiro, 1946;
- Anjo da Guarda (João de Deus, uniface), 1949.

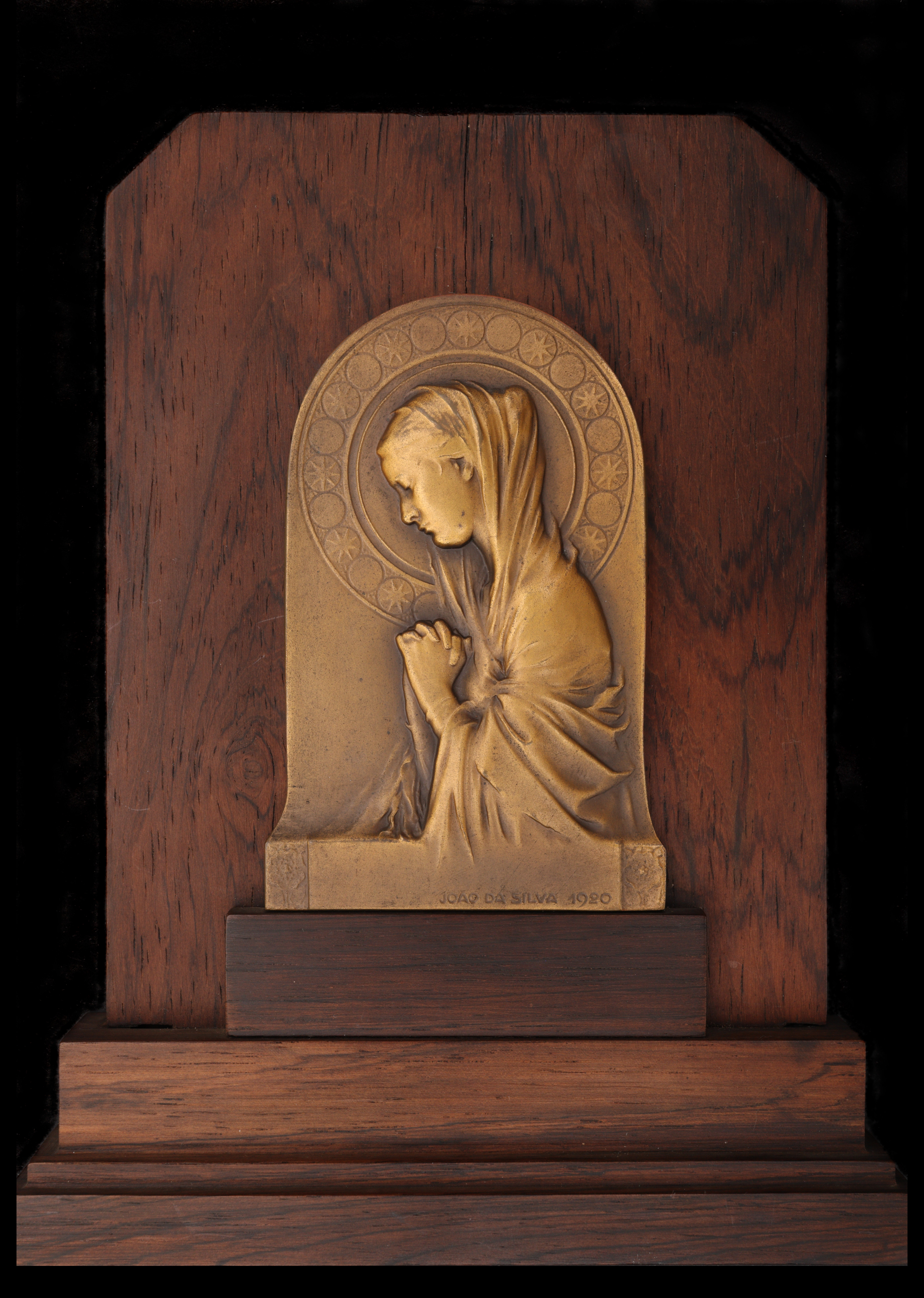
João da Silva (1920) Virgem dita "do Carrapito". Casa Museu João da Silva / SNBA.

## Joias
- Duas águias (prata);
- Cofre da cidadania, para Ourivesaria Leitão, oferecido ao Príncipe Real na visita a Angola, 1907;
- Colar motivo de cigarra (para Emma Câmara Reis), 1913;
- Pena de ouro (a Brito Camacho), 1913;
- Anel serpente pérola, 1913;
- Anel Figura Lys, 1913;
- Pendentif Virgem Rosa, 1913;
- Alfinete pérola, 1913;
- Medalha Virgem Pérolas, 1913;
- Fivela de Pavão Liz, 1913;
- Alfinete gravata Diógenes, com brilhante, 1913 (transformado depois pelo artista em pendente de pescoço (Franco 1986;
- Faca de cortar papel em prata, oferecida a Afonso Costa, 1912;
- Pendentiff Perseus & Andromeda, 1915.
- Alfinete Perseu e Andrómeda, 1915;
- Dione aos ombros de Tritão, 1916;
- Terço para a família Castro da Condessa Nova Goa;
- Tinteiro, bloco notas, pesa papeis e sinete para Armando Cortesão (casa das Rosas), 1928;
- Sinete Zuzarte, 1930;
- Sinete encimado por cabrito, 1939;
- Espada de honra a Júlio Dantas, 1940;
- Coroa de ouro para a imagem de Nossa Senhora, da Igreja de Fátima, Lisboa, 1949.

## Cinzelagem
- Prato Toilette de Diana, 1903;
- Fivelas de cintura Pavão e Lírio, 1903;
- Bule de prata, tampa com cabeça de ninfa, 1903;
- Fivela Narcissus, 1913;
- Coroa de ouro de N. Senhora de Fátima e Cristo de prata, na Igreja de Lisboa;
- Custódia de prata;
- Espada de prata dourada, oferecida ao Dr. Júlio Dantas pela Academia das Ciências;
- Espada de prata oferecida ao major Ferreira do Amaral, 1926;
- Árvore genealógica esculpida da Família Leitão Vieira dos Santos, comemorando o centenário de Sr. D. Elisa Leitão Vieira dos Santos;
- Relicário de Senhora Paquis de Sousa (bronze esmaltado);
- Cruz de prata e (Cristo de ouro, com rubis nos cravos e resplendor, propriedade da Família Falcão;
- Conjunto com três figuras de prata, à memória de Senhora Julia de Sousa, e retrato da homenageada em marfim.

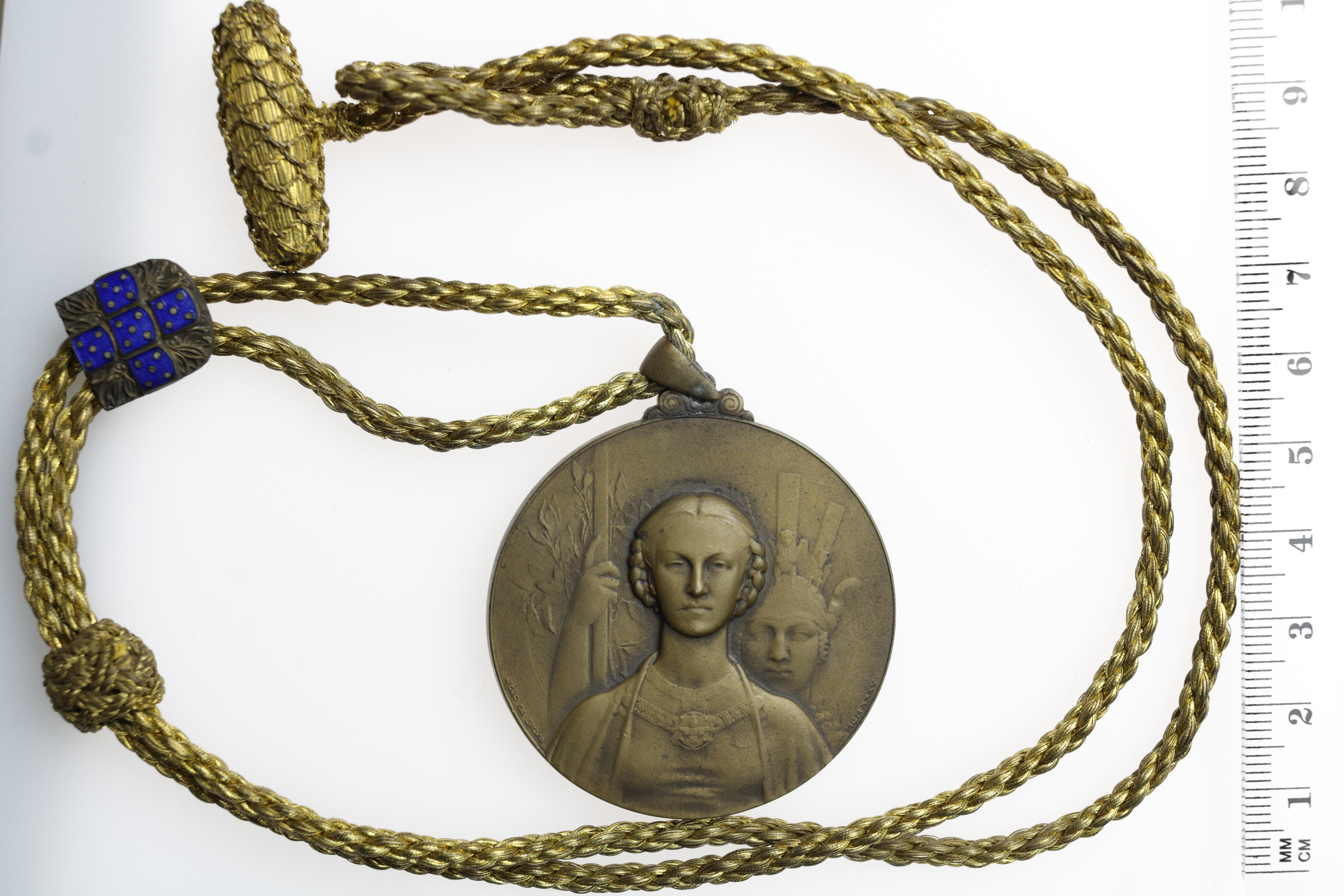
João da Silva: medalha da Academia Nacional de Belas Artes, 1935. Casa Museu João da Silva / SNBA.

## Retratos em estatuetas e bustos
- A Parisiense;
- Mlle Agnes Souret, prémio de beleza organizado por Le Journal em 1920;
- Mlle Guillaume;
- Mlle Sonia;
- Mlle Lucie George;
- A dançarina russa Mlle Nina Sergniève, com vestido da maison Madeleine et Madeleine, 1921;
- Retrato de Senhora Martinet, 1926;
- Retrato de Senhora Foucault;
- Retrato de Senhora Renard;
- Retrato de Arlette Vaz Coelho, aos 7 anos;
- Retrato do cançonetista Jacques Casol;
- Luis Turcifal, 1927
- Fauno, Luis Turcifal, 1927
- Germaine de Souza, com os pequenos Yvonne e Filipe, 1921.
- Anão da Casa Palha, 1921;
- Busto do campino 'Charuto,' 1921;
- Retrato em busto da modelo Lucie, 1922;
- Campino com cajado "Chicharo," 1923;
- Jovem pastor (com cão), 1924;
- Jovem pastor (de cabritos), 1924;
- Arlete, com boneca, 1925;
- Busto Dr José Alfredo Mendes Magalhães, 1926;
- Busto de minha filha (Gabriela), 1927;
- Busto de Mlle M. Luísa Pedrosa, 1928;
- Busto de Armando Navarro, 1929;
- Retrato de Mlle Guillaume, 1930;
- Senhora Paquis de Sousa;
- Busto de Carlos Adolfo Marques Leitão, 1930;
- Busto do Sr. Dr Alfredo da Costa, 1930;
- Busto de Thebar;
- Retrato da menina Maria do Céu Guedes, c. 1934 (Cemitério Conchada, Coimbra).
- Manuela de Castro Nova-Goa;
- Busto de Ana de Castro Osório, Biblioteca Liga dos Combatentes, 1935;
- Busto redondo Joaquim Pedro Monteiro, 1938;
- Busto de Sra D. M.A.M.A. 1943;
- Busto D. Maria Amélia Capelo Morais;
- Busto D. Hermínia Lacombe;
- Violoncelista Jean Belland;
- Busto Dr. Augusto Monjardino;
- Busto Eduardo Madail;
- Retrato a cavalo do menino Marcos Salinas, 1943;
- Busto de Dom Caetano Feu, 1949;
- Busto de Ivone Vaz Coelho, c. 1951;
- Busto da menina Cristine Leitão Ferreira, 1951;
- Busto de Mme Marie Christine, 1952;
- Luis Pinto Martinho, em prata repoussé: Meditação, figurinha em prata.

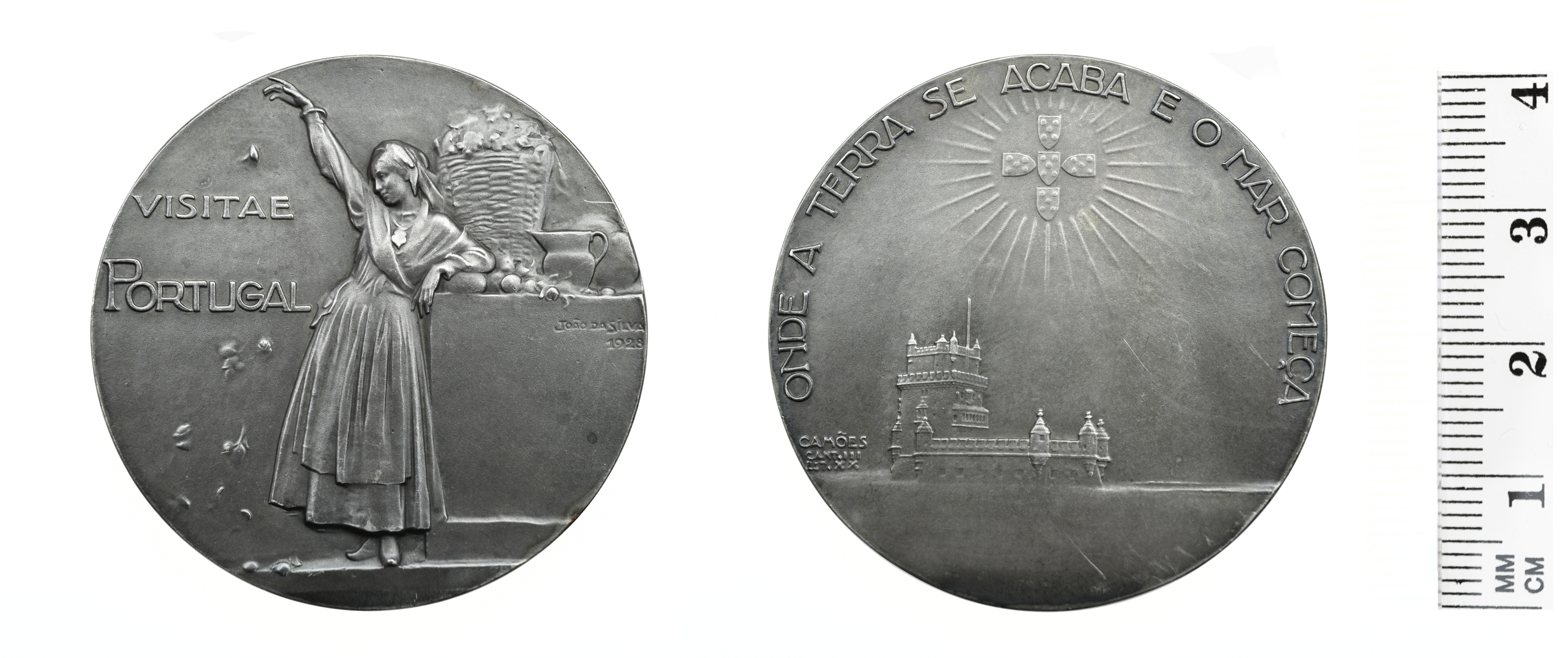
João da Silva (1880–1960): 1927 Medalha 'Visitai Portugal' para o Pavilhão Português na Feira Internacional de Sevilha 1928. Casa Museu João da Silva / SNBA.

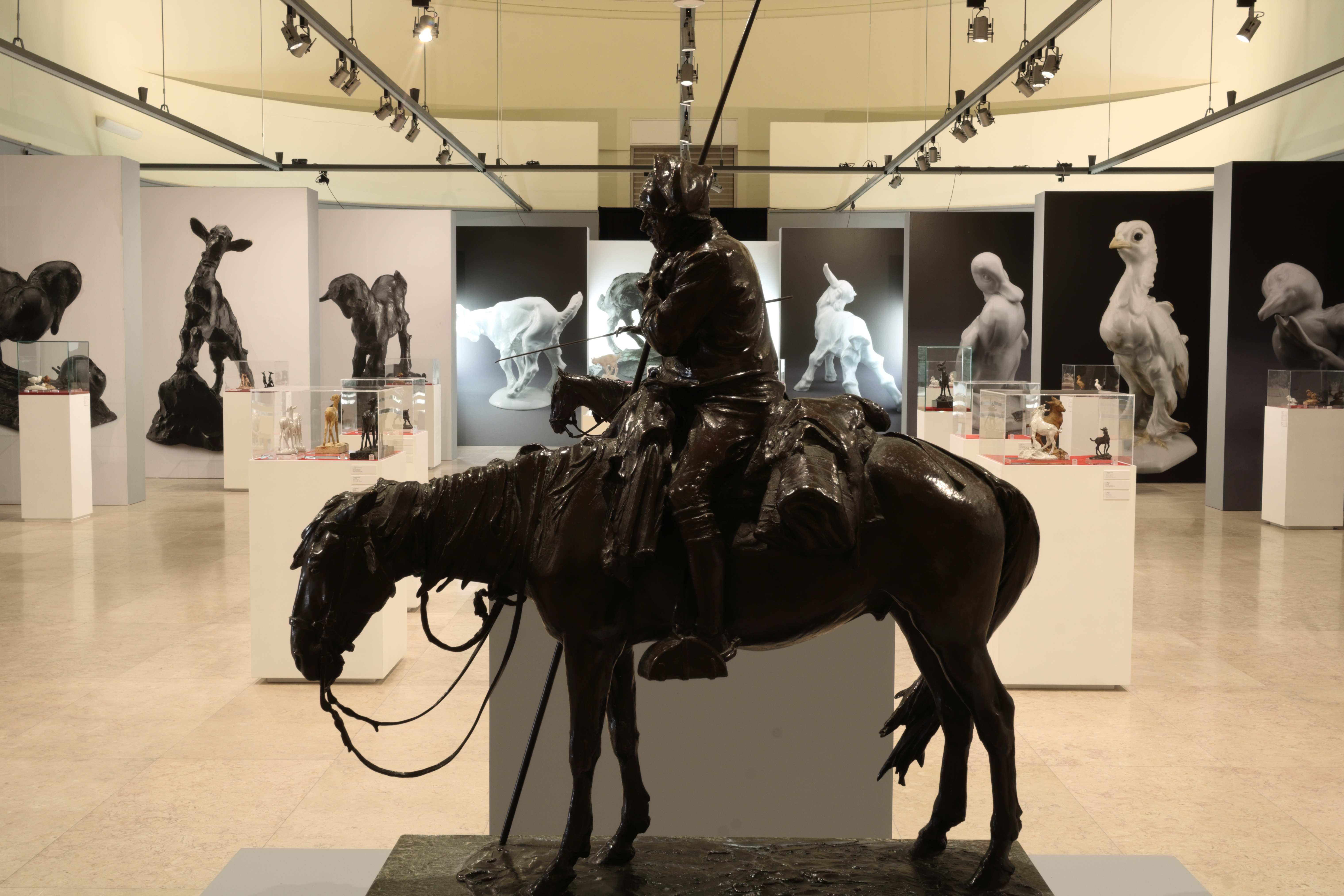
A exposição: 'João da Silva (1880–1960): o escultor animalista,' na Sociedade Nacional de Belas Artes (SNBA), Lisboa, Portugal, de 28 julho a 25 setembro de 2020. Catálogo completo editado pela SNBA.

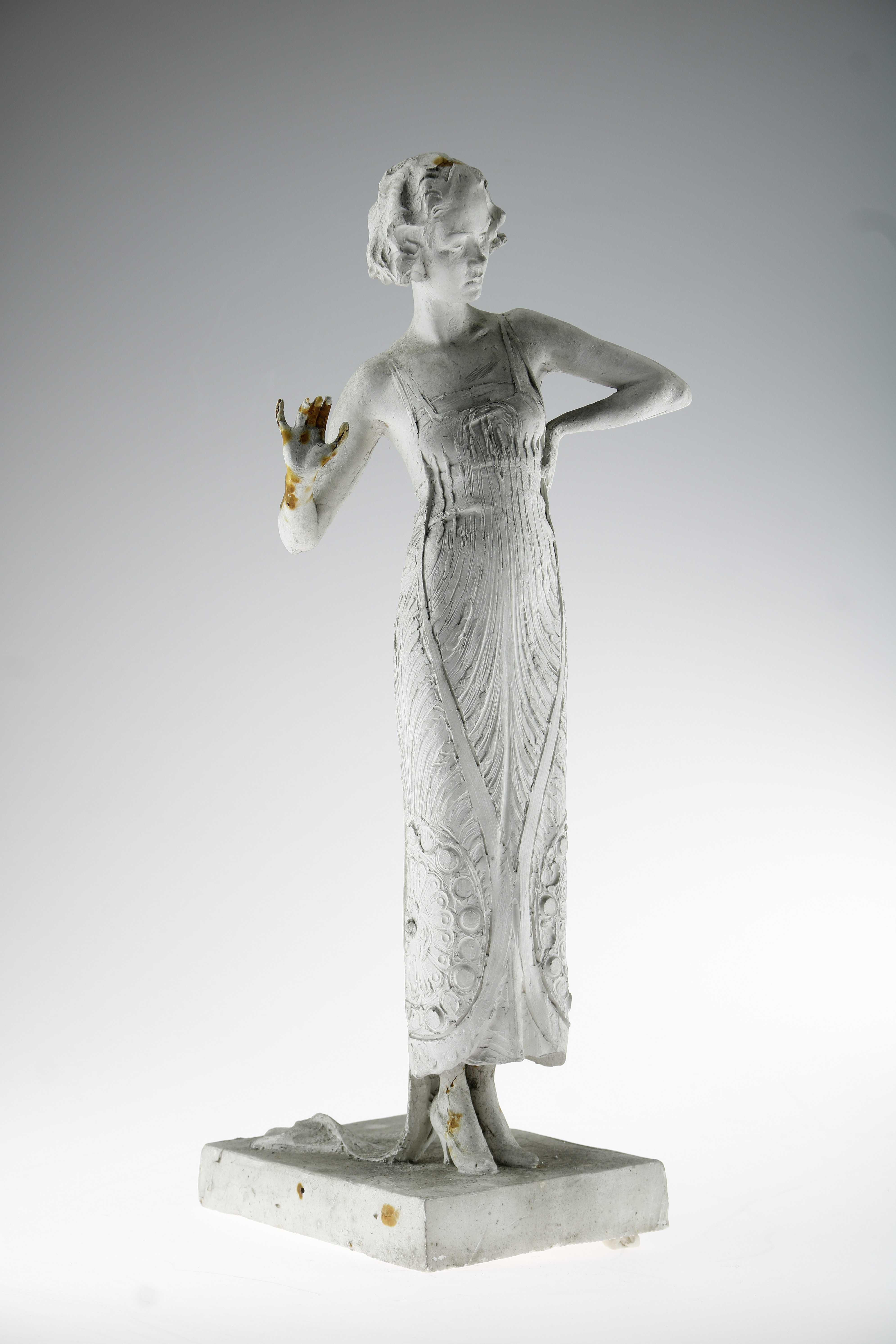
João da Silva (1880–1960). A bailarina russa Nina Sergnieeva com modelo da maison Madeleine et Madeleine, 1921. 47,3 x 20,7 x 17,5 cm. Casa Museu João da Silva / SNBA.

## Esculturas animalistas
- Onze "cabritos" e o pastor (Museu de Arte Contemporânea) 1918 a 1924 (em bronze e 2 também em porcelana);
- Par de cabritos aperta-livros (bronze);
- "Campino a cavalo em marcha," 1921 (bronze);
- "Rapaz montando um burro," 1921 (bronze).
- "Campino a cavalo, parado" (Museu de Arte Contemporânea), 1923 (bronze);
- "Burro mamão," 1923–25 (bronze e também em porcelana pela Vista Alegre);
- "Gatos aperta-livros," 1927 (também em porcelana, Vista Alegre)
- Nove "Patos marrecos," 1927 (porcelana pela Rosenthal, e em bronze);
- "Pinto calçudo," 1927 (bronze e também em porcelana pela Rosenthal);
- "Rapaz puxando o burro," 1929 (bronze).
- "Gamos." 1930, (bronze).
- "Galo" cantando, 1936 (bronze);
- "Galgo egípcio," 1941 (bronze);
- "Retrato a cavalo do jovem Marcos Salinas de Torres," 1941 (bronze);
- Cabeças de cavalo aperta livros (porcelana, Vista Alegre)

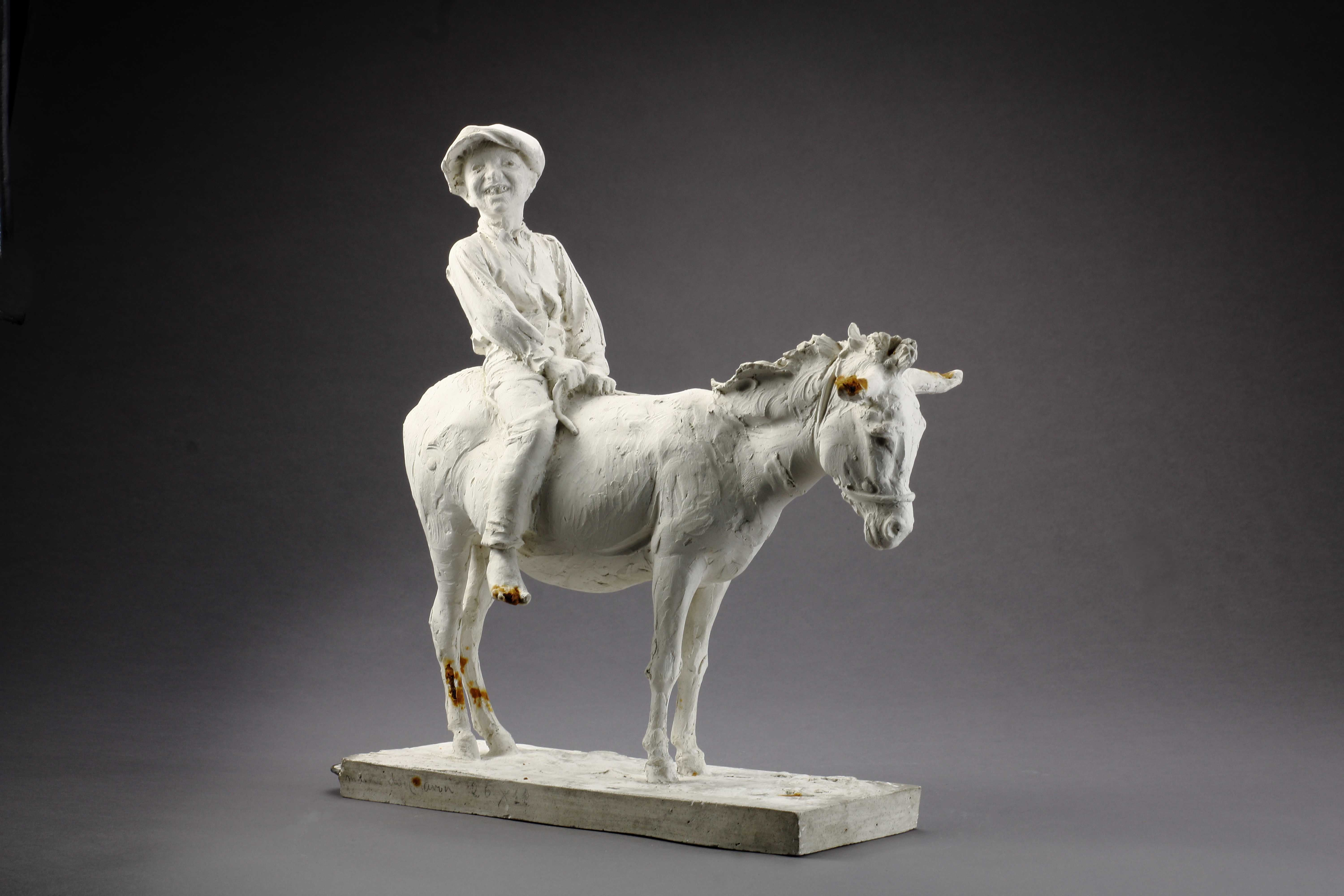
João da Silva: Rapaz montado em burro. Gesso, 1921. 19 x 9 x 26 cm. Casa Museu João da Silva / SNBA.

## Outras Esculturas e peças
- Plaquette "Funerais de Atala" (bronze), 1906, inspirado no livro de Chateaubriand;
- Floreira "Duas Pátrias," 1912, (Palácio Itamarati);
- Tinteiro de Honra, oferecido a Afonso Costa, 1911;
- Tinteiro "O Estudo," 1913;
- "Eva," ou "Aspiração," 1918;
- "A última Rosa" (prata), 1919 (Museu de Luxemburgo, Paris);
- Imagem de N. Senhora de Lourdes, c. 1920;
- Cristo grande, c. 1920;
- "Pastor" sentado (Alentejo), 1921;
- Estatueta "Efire" (bronze), 1923 (Museu de Arte Contemporanea);
- "Ribatejanos a comer migas do tacho," 1927;
- "Vaqueiro (Monforte, Alentejo)," 1927;
- "Ribatejano na sesta," 1927;
- "Pureza," figura de rapariga bebendo à nascente, 1936 (Sala dos aquistas, Luso).
- Cristos com 16 ou 11 cm, 1939;
- "O Acrobata," 1952.

## Monumentos
- "Triunfo da diplomacia, homenagem ao Barão de Rio Grande," 1917;
- Monumento aos jovens mortos na Grande Guerra, em Pouliguen, França, 1920;
- "Saudade," Mausoléu para a Família Afonso Costa, cemitério Gouveia, 1932;
- "Fonte da Juventude," para Pavilhão de Portugal em Sevilha, 1929 (depois da exposição instalada no Parque Eduardo VII, em Lisboa, até 1959).
- Conjunto para altar da Nossa Senhora da Ajuda, 1927 a 1936;
- Monumento a Sousa Lara, Companhia do Açucar, Angola, 1929;
- Fonte na Quinta da Aveleda com quatro retratos das irmãs da família Van Zeller Guedes, 1930;
- Monumento aos mortos da Grande Guerra, Évora, 1933;
- Monumento aos mortos da Grande Guerra, Valença, 1933–1951;
- Monumento a Augusto Gil, Guarda, 1934;
- "Pureza," baixo Relevo para as Termas do Luso, 1936;
- "A Universidade," estudantes mortos na Grande Guerra, para reitoria da Universidade do Porto, 1948.

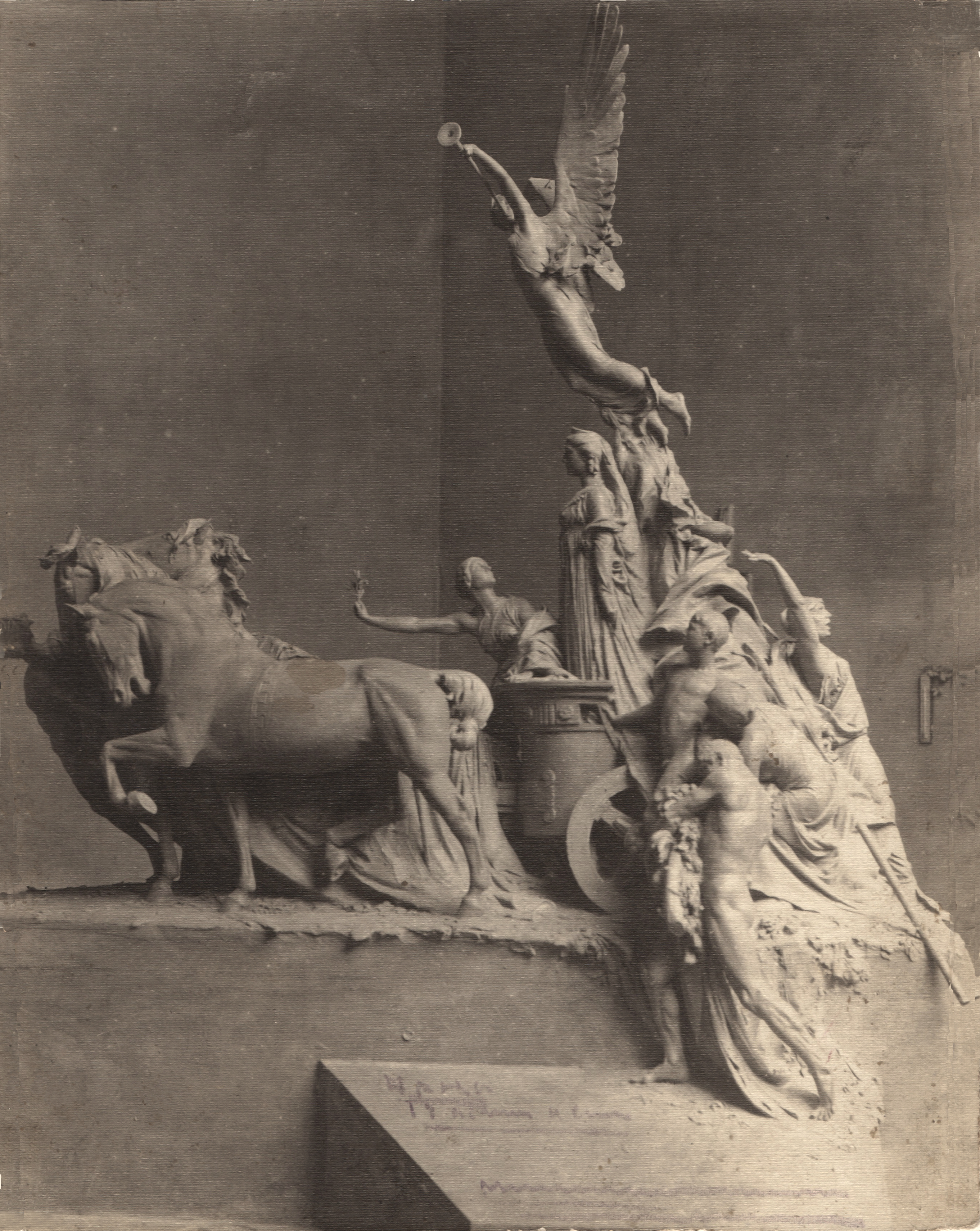
João da Silva (1880–1960): "O Triunfo da Diplomacia: homenagem ao Barão de Rio Branco" 1917. Hoje no Palácio Itamaraty, Rio de Janeiro, Brasil.

## Artes Gráficas e decorativas
- Pavilhão da Companhia Industrial Portuguesa para Exposição Agrícola, Industrial e dos Automóveis da Caldas da Rainha, 1927.
- Cabeça de Minerva, selo para o Instituto para a Alta Cultura;
- Frontispício para a revista Seara Nova (1935 a 1936);
- Cartaz "Votai na Oposição" c. 1949.